# Alfred Day Hershey
Alfred Day Hershey (ur. 4 grudnia 1908 w Owosso, Michigan, zm. 22 maja 1997 w Syosset, Nowy Jork) – amerykański mikrobiolog i genetyk. Laureat Nagrody Nobla w dziedzinie fizjologii i medycyny w 1969 roku.
Prowadził badania nad genetyką wirusów. Był współodkrywcą rekombinacji u bakteriofagów i roli DNA w ich replikacji (eksperyment Hersheya-Chase).